# Engelbert Miś
Engelbert Miś (ur. 13 stycznia 1943 w Starych Siołkowicach w rejencji opolskiej) – polski dziennikarz i działacz społeczny niemieckiego pochodzenia, były redaktor naczelny pisma „Schlesisches Wochenblatt-Tygodnik Śląski”. 

## Życiorys
Ukończył studia polonistyczne w Wyższej Szkole Pedagogicznej w Opolu oraz (zaocznie) Studium Dziennikarskie w Warszawie. Od 1966 do 1982 zatrudniony jako dziennikarz w „Słowie Powszechnym”, w 1983 związał się z Tygodnikiem Społeczno-Kulturalnym „Katolik”, z którym kontynuował współpracę do 1991. W latach 1965–1991 działał w Stowarzyszeniu „Pax”. 
U progu transformacji ustrojowej włączył się w działalność na rzecz mniejszości niemieckiej na Śląsku Opolskim. Redagował pisma Towarzystwa Społeczno-Kulturalnego Niemców na Śląsku Opolskim: „Oberschlesische Nachrichten – Wiadomości Górnośląskie” oraz „Oberschlesische Zeitung – Gazeta Górnośląska”. Pełnił obowiązki rzecznika prasowego Towarzystwa Społeczno Kulturalnego Niemców. 
Do kwietnia 2010 stał na czele redakcji gazety „Schlesisches Wochenblatt-Tygodnik Śląski”. Od 1965 należy do Stowarzyszenia Dziennikarzy Polskich.